# Ludovic-Napoléon Lepic

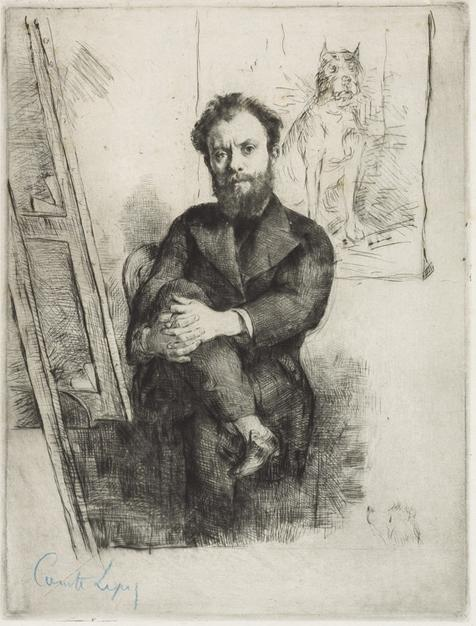
Marcellin Desboutin: Ludovic-Napoléon Lepic (um 1876)

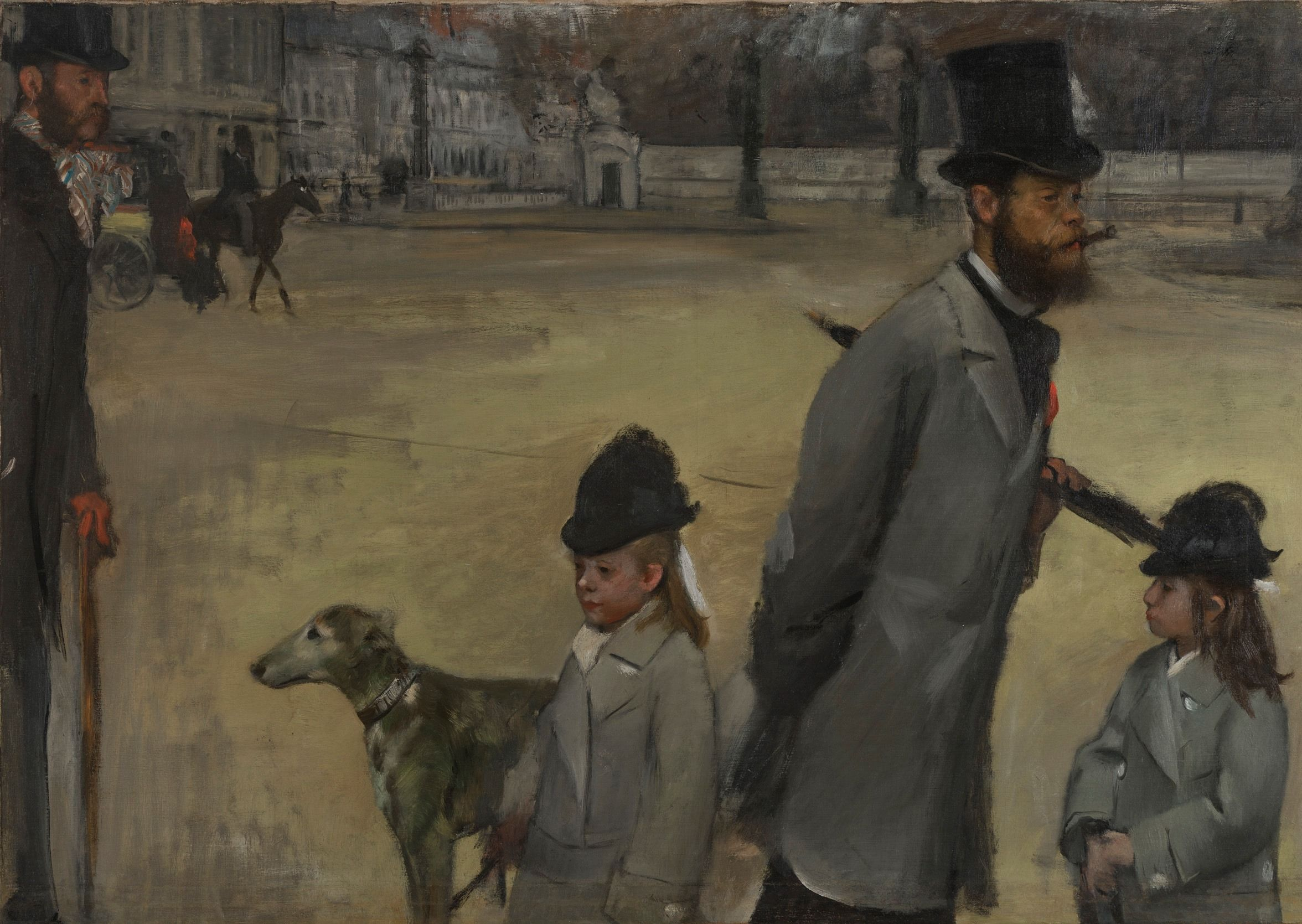
Edgar Degas: Place de la Concorde mit Lepic, seinen zwei Töchtern und Hund (1875)

Ludovic-Napoléon Lepic (geboren 17. Dezember 1839 in Paris; gestorben 27. Oktober 1889 ebenda) war ein französischer Grafiker, Radierer und Maler sowie Archäologe.

## Leben
Vicomte Ludovic-Napoléon Lepic war ein Enkel des napoleonischen Generals Louis Lepic, sein Vater Louis Joseph Napoléon Lepic (1810–1875) war General unter Napoleon III. Er schlug die militärische Karriere aus und lernte die Malerei zunächst 1858 beim Hofmaler Gustave Wappers und danach beim Tiermaler Charles Verlat. Er war 1862 Mitgründer der Société des aquafortistes und trat in das Atelier von Charles Gleyre ein und 1864 in die Klasse von Alexandre Cabanel. 1863 nahm er erstmals am Salon de Paris teil. Ab 1870 war er Mitglied der Société d’anthropologie de Paris. Er nahm an archäologischen Ausgrabungen in Savoyen teil, gründete 1872 das Museum Lepic in Aix-les-Bains und schrieb eine illustrierte Abhandlung über Les armes et les outils préhistoriques reconstitués (1872).
Mit Edgar Degas experimentierte er in der Mal- und Drucktechnik Monotypie, und Degas lud ihn auch zur ersten Impressionisten-Ausstellung ein. Degas porträtierte ihn häufiger oder platzierte ihn in Menschengruppen seiner Gemälde. Zwischen 1877 und 1885 hielt Lepic sich häufig in Berck-sur-Mer auf. Dort wurde er Mentor der sogenannten Künstlerkolonie École de Berck. 1882 wurde er zum Peintre Officiel de la Marine ernannt. Seine Strand- und Bootsbilder sorgten für eine anhaltende Bekanntheit. 
Lepic nahm 1882 an einer wissenschaftlichen Ägypten-Expedition teil und veröffentlichte darüber 1884 den illustrierten Reisebericht La dernière Egypte. Er war mit Joséphine Scévole de Barral verheiratet, sie hatten zwei Töchter. Die Balletttänzerin Marie Sanlaville war seine Mätresse, die ihn in ihrer Wohnung pflegte, als er 1889 plötzlich erkrankte. 

Bilder
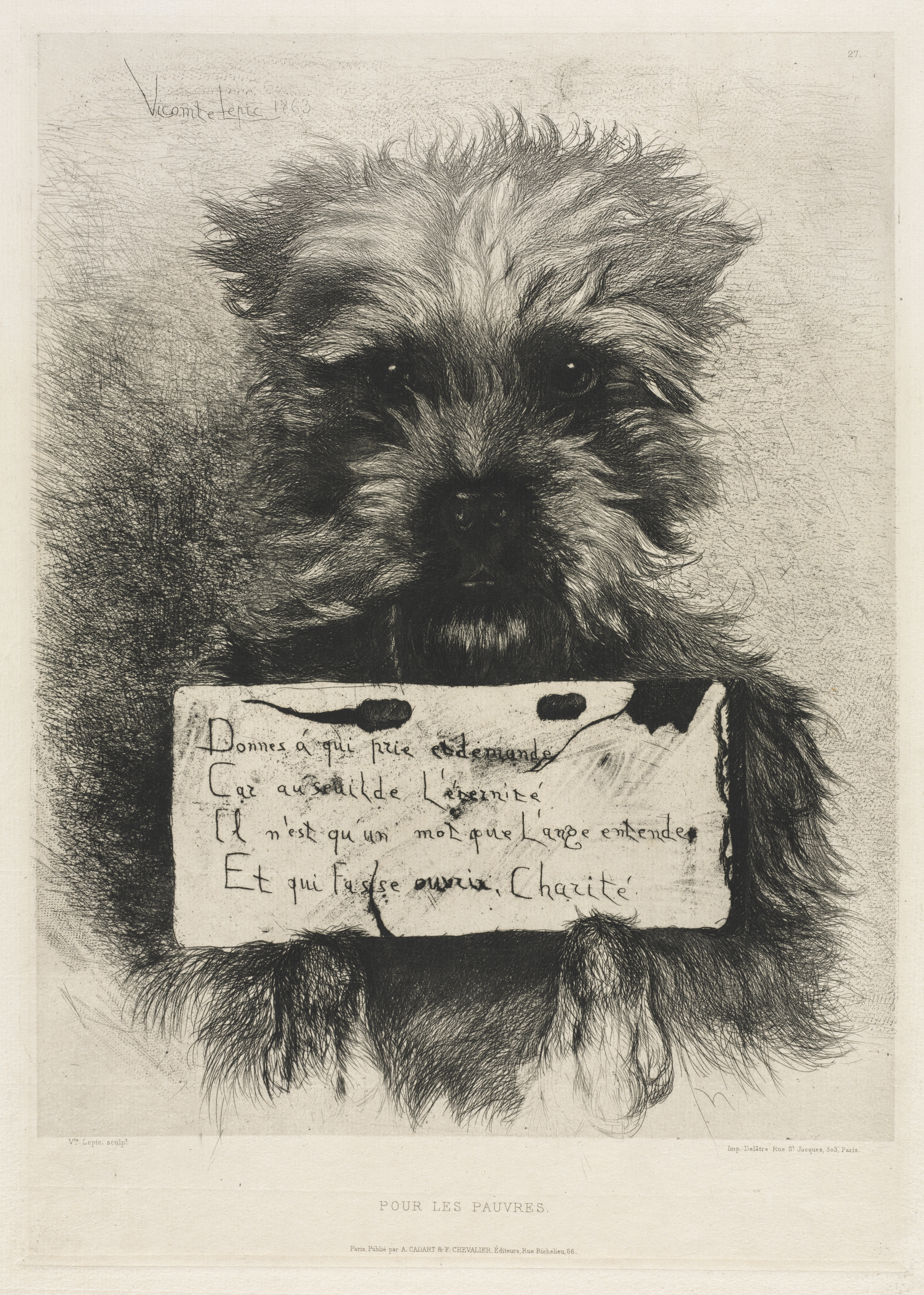
Pour les pauvres (1863)
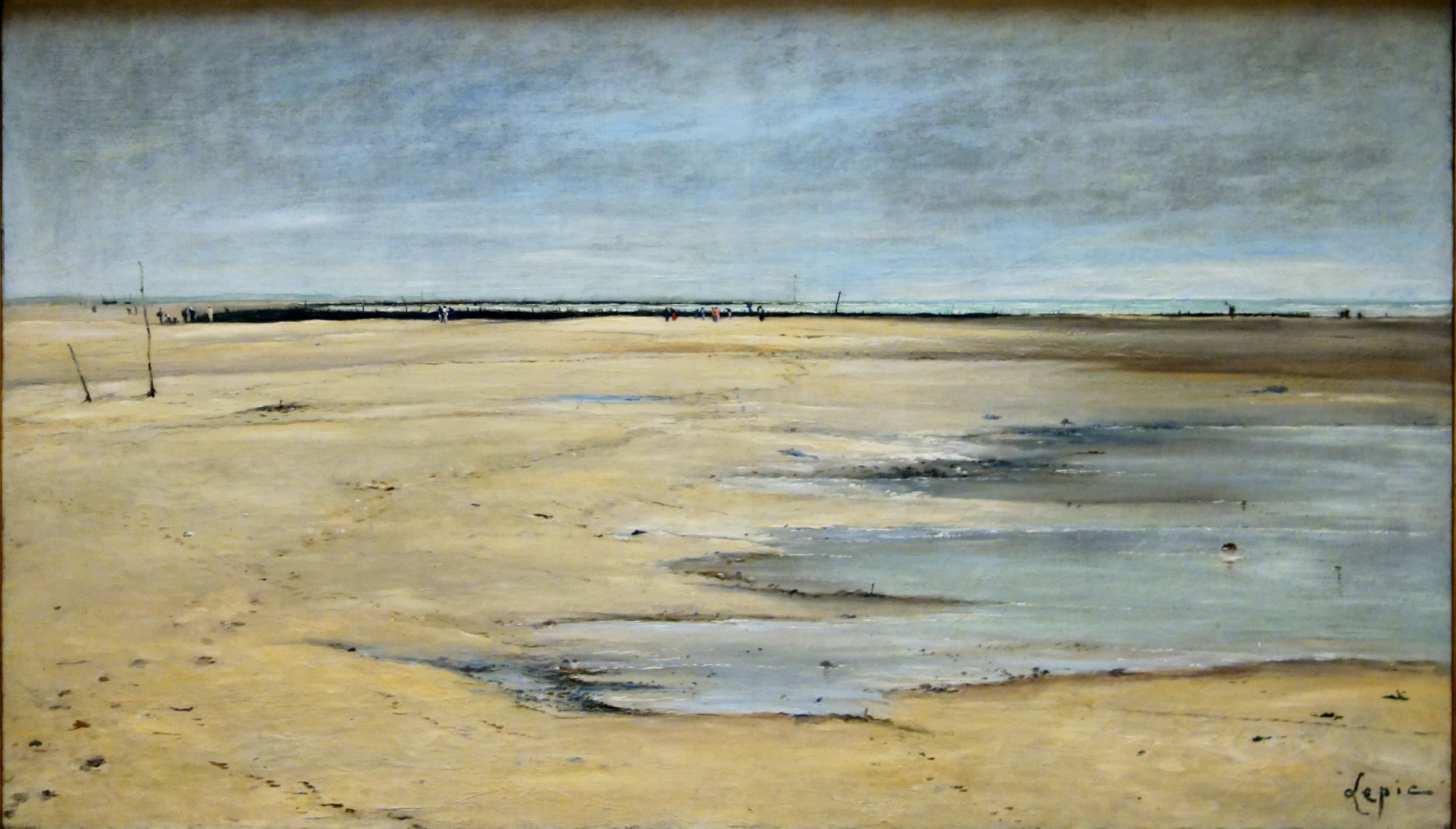
Strand von Berck (1876)
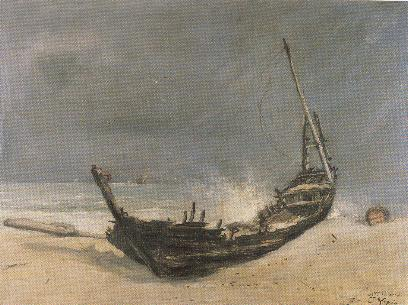
Schiffswrack (vor 1877)
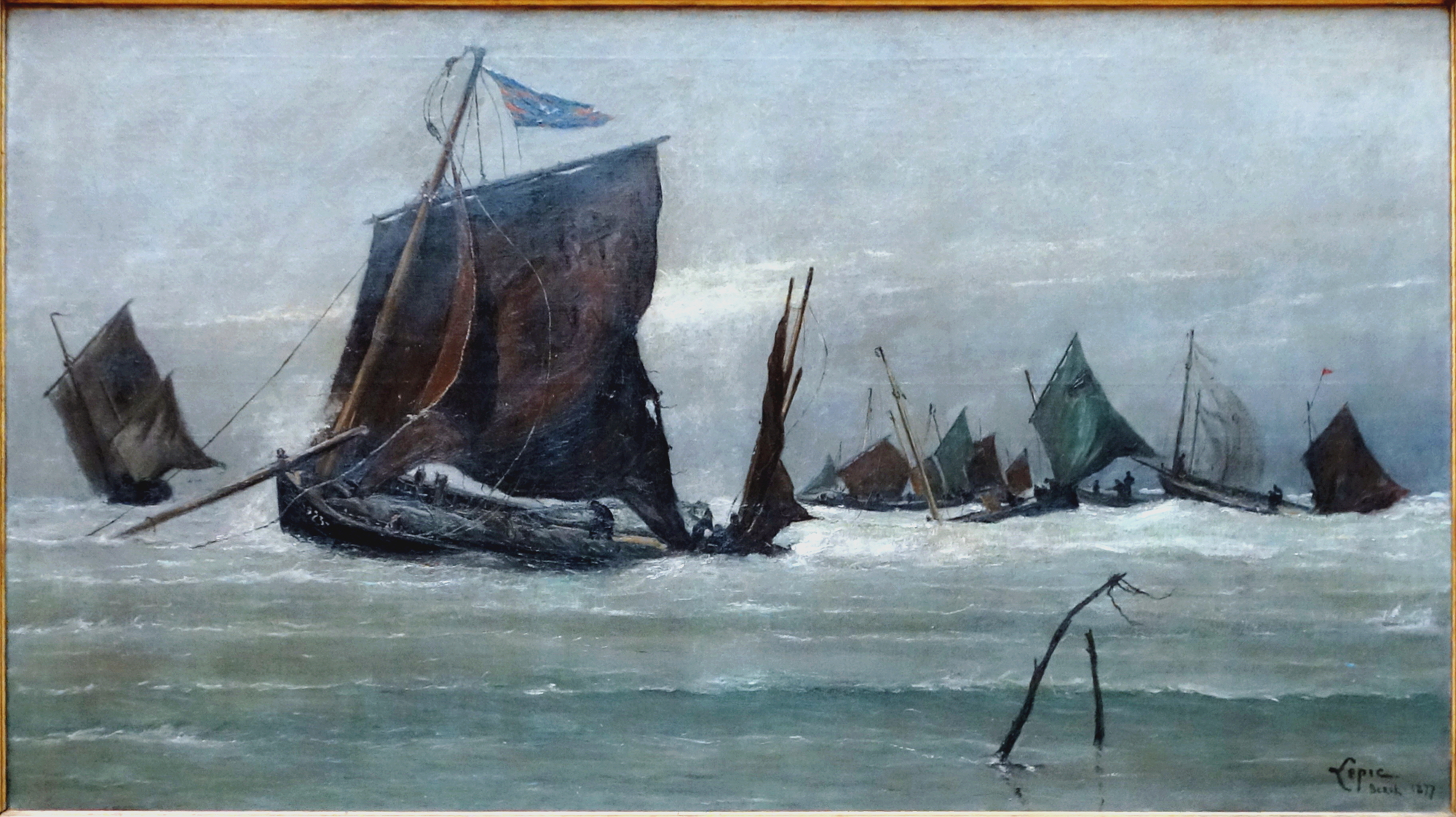
Fischerboote in Berck (1877)
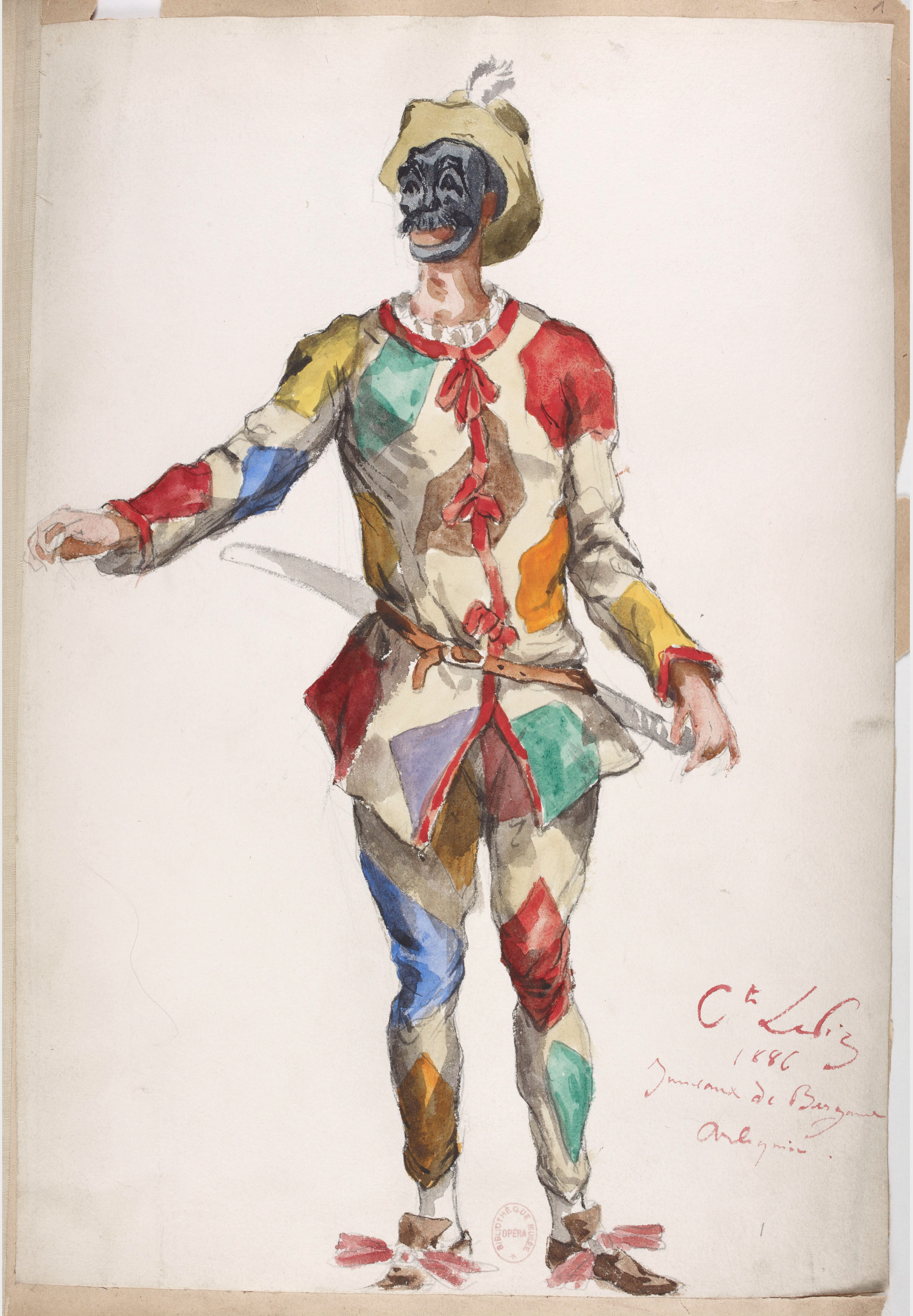
Kostüm für das Ballett Les Jumeaux de Bergame (1885)

## Schriften (Auswahl)
- Les armes et outils préhistoriques reconstitués : textes et gravures. C. Reinwald, Paris 1872 (Digitalisat).
- Grottes de Savigny, commune de la Biolle, canton d'Albens (Savoie). Perrin, Chambéry 1874.
- Eaux-fortes de Lepic. Comment je devins graveur à l'eau-forte, par le comte Lepic. La Gravure à l'eau-forte, essai historique, par Raoul de Saint-Arroman. Vve A. Cadart, Paris 1876 (Digitalisat).
- La dernière Égypte. G. Charpentier, Paris 1884 (Digitalisat).